# Clinodiplosis capsici
Clinodiplosis capsici är en tvåvingeart som beskrevs av Gagne 2000. Clinodiplosis capsici ingår i släktet Clinodiplosis och familjen gallmyggor. Inga underarter finns listade i Catalogue of Life.